# Jan Jiří Středovský
Jan Jiří Ignác Středovský (16. dubna 1679 v Brumově – 19. srpna 1713 v Pavlovicích u Přerova) byl katolický kněz, moravský buditel a historik a sběratel listinných materiálů. Spolu s Tomášem Pešinou z Čechorodu patřil k předním barokním historikům zaměřujícím se na dějiny Moravy.